# Aeolus A30
Aeolus A30 (Dongfeng Fengshen A30) — субкомпактный седан производства Dongfeng Motor Corporation.

## Описание

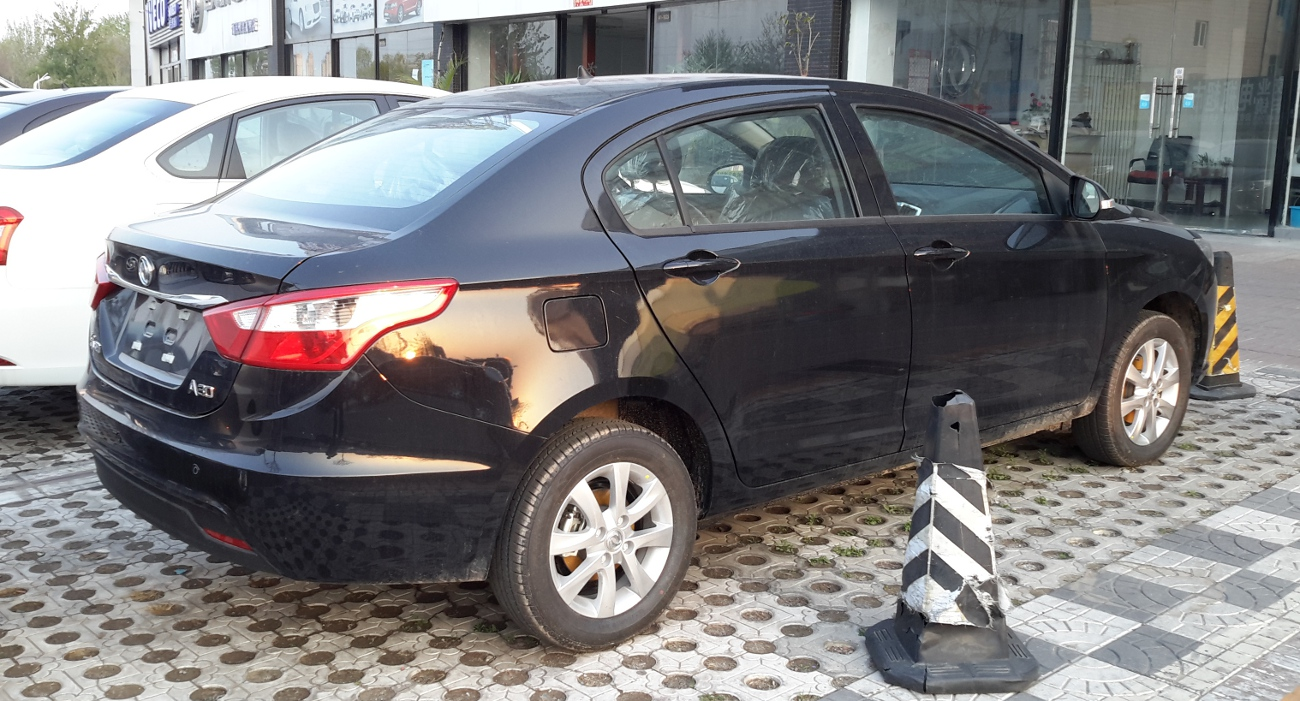
Вид сзади

Aeolus A30, первоначально известный как Fengshen D23, планировалось представить на автосалоне в Чэнду в сентябре 2014 года. Однако седан Dongfeng Fengshen A30 дебютировал в августе 2014 года и стал вторым седаном Fengshen, после Fengshen S30. Цены варьировались от 59700 до 85700 юаней.

## Технические характеристики
Aeolus A30 оснащён 1,5-литровым четырёхцилиндровым бензиновым двигателем мощностью 116 л. с. и крутящим моментом 145 Н⋅м в паре с пятиступенчатой механической или же с четырёхступенчатой автоматической трансмиссией. В 2016 году мощность была увеличена до 105 кВт (143 л. с.), а крутящий момент — 189 Н⋅м.